# Амр ибн аль-Джамух
Амр ибн аль-Джамух аль-Ансари (араб. عمرو بن الجموح‎;
ок. 540-е, возм. Медина — 625, Ухуд) — сподвижник пророка Мухаммеда, ансар из племени Салим аль-Абрар (аль-Мусаввад).

## Биография
Его полное имя: Амр ибн аль-Джамух ибн Зейд ибн Харам ибн Калб ас-Салими аль-Ансари. Принадлежал к мединской знати. Женился на сестре Абдуллаха ибн Амра, Хинде бинт Амр. Имел сыновей: Муавваз, Муаз и Халлад.

### История с идолом
По сообщению Ибн Исхака, после того, как ансары, в том числе и сын Амра, Муаз ибн Амр, вернулись в Медину после принесения первой присяги пророку Мухаммеду, Амр ибн аль-Джамух ещё оставался язычником. Амр, который был одним из вождей племени бану Салима, тогда было более шестидесяти лет. Он изготовил ценного сорта дерева идола по имени Манаф и установил его в своём доме. Амр ухаживал за своим идолом и регулярно вытирал с него пыль, обрызгивал благовониями. Во время Акабы двое юношей, Муаз ибн Джабаль и сын Амра, Муаз, по ночам они подкрадывались к идолу Амра, выносили на задворки домов Бану Салама и бросали в помойную яму, где собирались нечистоты племени. Однажды утром, обнаружив пропажу, Амр воскликнул: «О горе! Кто же покусился на нашего бога этой ночью?» Затем Амр отправился на поиски, нашёл своего истукана, помыл его и сказал: «Клянусь, если бы знал, кто сделал это с тобой, то непременно проучил бы его!».
С наступлением вечера, оба Муаза вновь проникли к Амру и повторили с идолом то же самое. На утро Амр вновь отправился на поиски своего идола, пока не обнаружил его в другой помойной яме. Достав из помойной ямы идола, он очистил и обмыл его, а затем принёс свой меч и, повесив его на истукана, сказал: «Клянусь Аллахом, не знаю, кто творит с тобой такое… И если есть в тебе хоть какой-то толк, то защити себя вот этим мечом, который я тебе оставляю».
С наступлением вечера, юноши прокрались к идолу, сняли с него меч, и привязав идола к шее дохлой собаки, бросили их обоих в выгребную яму. На утро Амр опять нашёл своего идола в куче отбросов, и, увидев его крепко привязанным к дохлой собаке, произнёс: «Если бы ты был истинным богом, ты бы помог самому себе, чтобы избежать такого унижения».

### Принятие ислама
Амр ибн аль-Джамух опасался впасть в сомнения от Мусаб ибн Умайра, который прибыл в Медину для обучения местных мусульман Корану и религии. Амр предупредил жену, чтобы он не разрешала детям, встречаться с мусульманами, но жена Амра сказала ему: «Я уверена, что твой сын (Муаз) не будет противоречить тебе, но я думаю, что он слышал этого человека и запомнил что-то». Амр спросил сына: «Ты что-то запомнил из того, что говорил чтец из Мекки?» Муаз ответил: «Да, о мой отец». Амр попросил сына прочитать выученное и тогда Муаз прочитал 21-й аят суры аль-Хашр. После этого Амр решил встретиться с Мусабом ибн Умайром, чтобы послушать его и принять решение.
После посещения собрания Мусаба, Амр отказался от многобожия и принял ислам. Мусаб обещал Пророку вернуться в Мекку в период хаджа. Он отправился в Мекку в сопровождении 73-х мединцев, среди которых был также Амр ибн аль-Джамух. Прибыв к Мухаммеду, мединцы вновь присягнули ему в Акабе. Эта присяга известна как «вторая клятва при Акабе».

### Смерть
Амр ибн аль-Джамух был сильно хромым на одну ногу. У него было трое (или четверо) сыновей, которые вместе с Пророком участвовали в сражениях против многобожников. Незадолго перед битвой при Ухуде Амр увидел, как его сыновья собираются на бой, и тоже захотел участвовать в сражении. В день битвы при Ухуде сыновья хотели его удержать отца от сражения. Амр пришёл к Мухаммеду с просьбой разрешить ему участвовать в сражении. Пророк ответил: «Но тебя Аллах простит, ты не должен участвовать в священной войне!». А его сыновьям сказал: «Вы не должны его удерживать, может, Аллах даст ему мученичество».
Амр попрощался со своей женой так, как будто он никогда не вернется. В самый разгар битвы при Ухуде мусульмане рассеялись вокруг Мухаммеда, и он остался в одиночестве. Амр, который находился в это время в первых рядах бойцов, на одной ноге бросился вперёд со словами: «Истинно, я стремлюсь в Рай! Истинно, я стремлюсь в Рай!» — Позади него находился его сын Халлад. Отбивая атаку врага, Амр и Халлад почти одновременно пали бездыханными на поле боя. В этой битве также погиб его племянник и освобождённый раб.
После окончания битвы Мухаммед подошёл к телам погибших бойцов, чтобы похоронить их, и сказал: «Оставьте их в таком виде, в каком они есть, израненными и окровавленными, и я — свидетель им». Затем он приказал похоронить Амра вместе с Абдуллахом ибн Амром, так как «при жизни они были большими друзьями».
Перед битвой Амр спросил пророка «О Посланник Аллаха, скажи мне, если я буду сражаться на пути Аллаха и погибну, пошагаю ли я по раю со здоровой ногой?» Мухаммед ему ответил: «Да. Пошагаешь!» По окончании сражения, проходя мимо тел погибших, Пророк сказал: «У меня такое чувство, будто бы я вижу, что Амр ибн аль-Джамух уже шагает по раю со здоровой ногой!».